# Strade di fuoco
Strade di fuoco (Streets of Fire) è un film del 1984 scritto (in collaborazione con Larry Gross) e diretto da Walter Hill.

## Trama
Ellen Aim, leader di una band chiamata Ellen Aim and the Attackers è da poco tornata a Richmond per tenere un concerto, ma durante lo stesso  Raven Shaddock - capo di una gang di motociclisti chiamata i Bombers - irrompe durante la manifestazione e la rapisce.
Reva Cody, che ha assistito all'accaduto, chiede a suo fratello Tom, un ex soldato ed in passato legato ad Ellen, di adoperarsi per salvarla.

## Produzione

### Regia
Dopo il successo de I guerrieri della notte, (a cui doveva essere riservato originariamente il titolo Streets of fire) al regista Hill venne assegnato un ampio budget (14,5 milioni di dollari) per realizzare il film che aveva sempre sognato fin dai tempi della sua adolescenza. Hill dichiarò che preferiva realizzare pellicole che facessero ricordare allo spettatore cose dimenticate, piuttosto che fargli scoprire cose nuove.

### Riprese
Il film fu girato in gran parte presso gli Universal Studios in California all'interno di due grandi e complessi set coperti con un telone delle dimensioni di 378 x 67 metri in modo da poter girare scene notturne in orari diurni.

## Distribuzione

### Trailer
Nelle anteprime, nei trailer e nei manifesti fu descritto come "Una favola Rock & Roll". Si tratta in realtà di una originale contaminazione di generi che vanno dal musical, all'epico-fumettistico, dal film d'azione alla commedia con elementi anni cinquanta (le insegne al neon, le motociclette, i giubbotti di pelle) e anni ottanta (la storia d'amore sospesa tra violenza e romanticismo, le immagini patinate, il montaggio da videoclip).

## Accoglienza

### Incassi
Il film fu reclamizzato come un colosso estivo, ma non fu ben accetto da critica e pubblico, incassando negli Stati Uniti solamente 8 milioni di dollari, a fronte dei 14,5 milioni spesi per la produzione.

## Colonna sonora
Il commento musicale che fa da sottofondo alle scene fu realizzato da Ry Cooder; l'album della colonna sonora, pubblicato con etichetta MCA Records, contiene 10 brani musicali inediti, interpretati da diversi artisti:

### Tracce
1. Nowhere Fast (Jim Steinman) eseguita dai Fire Inc.
2. Sorcerer (Stevie Nicks) eseguita da Marilyn Martin
3. Deeper and Deeper (The Fixx) eseguita da The Fixx
4. Countdown to love (Kenny Vance, Marty Kupersmith) eseguita da Greg Phillinganes
5. One Bad Stud (Jerry Leiber, Mike Stoller), eseguita da The Blasters
6. Tonight Is What It Means to Be Young (Jim Steinman) eseguita dai Fire Inc.
7. Never Be You (Tom Petty, Benmont Tench), eseguita da Maria McKee
8. I Can Dream About You (Dan Hartman) eseguita da Dan Hartman
9. Hold That Snake (Ry Cooder, Jim Dickinson) eseguita da Ry Cooder
10. Blue Shadows (Dave Alvin) eseguita da The Blasters

L'album fu prodotto da Jimmy Iovine.